# Акула-мако
Акула-мако (Isurus) — рід акул родини Оселедцеві акули. Має 12 видів, з яких 10 є вимерлими.

## Опис
Загальна довжина представників цього роду коливається від 4 до 4,3 м. Голова довга. Морда загострена. Очі великі, без мигальної перетинки. Рот доволі великий. Кількість зубів на верхній щелепі більша, ніж на нижній. Нижні зуби стирчать з-під закритої пащі. Зуби великі, трикутної форми, гладенькі. У них 5 пар довгих зябрових щілин. Тулуб стрункий, обтічний. Луска овальної форми, з численними зубчиками. Різняться довжиною грудних плавців. Мають 2 спинних плавця, з яких передній більше за задній. Передній спинний плавець довгий, з округлим кінчиком. Розташовано позаду грудних плавців. Задній спинний плавець розташовано навпроти маленького анального плавця. Хвостовий плавець серпоподібний.
Забарвлення спини коливається від темно-синього до сірувато-чорного. Черево має білий колір.

## Спосіб життя
Тримаються на глибинах від 50 до 250 м. Є пелагічними рибами. Доволі моторні та швидкі, здатні сягати швидкості у 60 км на годину. При полюванні здатні високо стрибати. Живляться костистою рибою, морськими черепахами, морськими тваринами та головоногими молюсками.
Це живородні акули. Самиця народжую до 18 акуленят завдовжки від 70 до 120 см.

## Розповсюдження
Мешкають в Атлантичному, Індійському та Тихому океанах, переважно у тропічних та помірних водах.

## Види
- Isurus oxyrinchus  (Rafinesque, 1810)
- Isurus paucus  (Guitart-Manday, 1966)
- †Isurus desori  (Agassiz, 1843)
- †Isurus escheri  Agassiz 1843
- †Isurus flandricus  (Leriche, 1910)
- †Isurus hastalis  Agassiz, 1843
- †Isurus minutus  (Agassiz, 1843)
- †Isurus nakaminatoensis  (Saito, 1961)
- †Isurus planus  (Agassiz, 1856)
- †Isurus praecursor  (Leriche, 1905)
- †Isurus rameshi  (Mehrotra, Mishra & Srivastava, 1973)
- †Isurus spallanzani  Rafinesque 1810